# Хидроелектрана Бук Бијела
ХЕ Бук Бијела једна је од планираних хидроелектрана у систему хидроелектрана на горњој Дрини у Републици Српској, Босна и Херцеговина и Републици Србији, са највећом инсталисаном снагом 93,52 мегавата и очекиваном годишњом производњу од 332 гигавата. На ову хидроелектрану чекало се пуних 50 година, све док на основу Уговор о формирању заједничког предузећа, који предвиђа градњу ХЕ Фоча, ХЕ Паунци и ХЕ Бук Бијела које по снази одговарају блоку 2 у ХЕ Ђердап I, није започела реализација овог пројекта. Предвиђено је да укупне инвестиције износе 196,14 милиоан евра. Изградњу ХЕ Бук Бијела заједно ће финансирати електропривреда Србије и Републике Српске.

## Историја
Изградња ХЕ Бук Бијела као један од назначајнијих и најатрактивнији хидроенергетски објекат горњег тока Дрине, има дуги историјат пројектовања, који је почет 1965. године.
Идејни пројекат је завршен давне 1970-их, када је завршена и експропријација земљишта.
Ипак, коначни подухват, због бројних потешкоћа, укључујући и сукобе на простору Југославије 1990-их, предузеле су Република Српска и Република Србија 2000-их година.
Влада Републике Српске (РС) и China National Aero-Technology International Engineering Corporation (AVIC-ENG) потписале су у јулу 2017. године Меморандум о сарадњи на изградњи хидроелектране (ХЕ) Бук Бијела на реци Дрини. Меморандум о сарадњи потписали су Петар Ђокић и заменик председника AVIC-ENG-a Yinliang Gao.
Влада Републике Српске потписала је у јулу 2017. године уговор са конзорцијумом у организацији Државне Електропривреде Републике Српске (ЕРС) и њене подружнице Хидроелектране на Дрини из Вишеграда, за изградњу и рад ХЕ Бук Бијела. Концесија је на 50 година уз накнаду од 3,6% прихода.

## Значај ХЕ Бук Бијела
Значај изградње ХЕ Бук Бијела као чеона електрана, са становишта величине акумулације, огледа се у томе што би она требало да буде највећа електрана на Дрини (узводно од Вишеграда).

## Почетак радова
Председници влада Републике Српске и Србије, Радован Вишковић и Ана Брнабић, 17. маја 2021. означили су почетак радова полагањем камена темемељца на будућој Хидроелектрани Бук Бијела на реци Дрини, на истоименом локалитету код Фоче.
Овим чином озваничен је почетак градње ХЕ „Бук Бијела", прва од три планиране хидроелектране у оквиру хидроенергетског система „Горња Дрина”.

## Географске карактеристике подручја ХЕ Бук Бијела
Река Дрина је десна и највећа притока реке Саве која је у саставу Црноморског слива. Настаје спајањем река Таре и Пиве, код Шћепан Поља. Правац њеног тока је од југа ка северу и има доста притока. Дивља снага Дрине је укроћена бранама и језерима (Вишеградско, Перућац, Зворничко) чиме је нарушена али не и уништена лепота дринских кањона.
Слив
Сливно подручје Дрине обухвата југозападни и западни део Републике Србије, северни део Републике Црне Горе и источни део Републике Српске.
- Површина слива је 19.570 km² (од тога на слив Лима отпада 5963 km², 1853 km² на слив Таре и 1602 km² на слив Пиве).[4]
- Укупна дужина слива је око 500 km.
- Просечна ширина слива је око 100 km. на ушћу Дрина је водом најбогатија притока Саве.

Притоке
Веће притоке са леве стране су: Сутјеска, Бистрица, Прача, Дрињача и Јања, а са десне: Ћехотина, Лим, Рзав, Љубовиђа и Јадар.
Падавине у сливу Дрине
Водни режим реке Дрина припада типичним режимима типа снег-киша, са примарним врхунцем водостаја у априлу и секундарним у децембру. Већи део тока протиче кроз планине, док је цео горњи ток у високим планинама Динарида, што доводи до тога да јаке падавине и топљење снега доводе до великих протока.
У горњем делу слива Дрине годишње падавине су 3.000 mm, док су просечно на целом сливу падавине око 1.100 mm.

### Гравитационе бетонске бране са машинском зградом
Бетонска брана
Гравитационо бетонска брана се састоји од четири целине:
- Речни пад, на дужини отприлике 500 km, износи 2.000 метара (извор је на приближно 2.000 метара надморске висине, ушће на 80-ак метара).
- Са средњим протоком 395 m³/s[4]
- гравитационог дела бране са монтажним простором на левој обали Дрине,
- гравитационог дела бране на десној обали Дрине,

Укупна дужина бране по круни износи 197,3 m, од тога је леви гравитациони део 68,1 m, док је део бране са темељним испустом 15,5 m, део бране са преливима 38,2 m, и десни гравитациони део 33,5 m. 
Машинска зграда
Машинске зграде са састоји од:
- улазне грађевине,
- одводне ваде
- разделног зида којим се раздваја одводна вада од слапишта,
- евакуационих објеката (прелив и дубински испуст са сегментним уставама и слапиштем).

Машинска зграда је дуга 42 m, а највећа грађевинска висина на делу машинске зграде и износи 57,8 м.

### Акумулација
Изградњом бране се формира се акумулација са котом нормалног успора 434,00 m н.м. са:
- укупном запремином 15,7 мил.m3.
- Корисном запремином од 11 мил.m3,
- укупном дужином акумулације око 11,5 kм.

## Техничке карактеристике
- Снага N = 93,52 МW,[6]
- Производња E = 332,34 GWh,[6]
- Инсталисани протицај Qi = 350 m³/s.[6]

У машинској згради биће смештена три агрегата типа Каплан. Два су димензионисана за инсталисани протицај по 150 m³/s, а један за водопривредни минимум протицаја  50 m³/s.

## Супротстављени ставови
Пројекат ХЕ Бук Бијела је био под лупом локалних и националних заједница и разних невладиних организација из Босне и Херцеговине, Црне Горе и иностранства, како би утицали на одустајање од овог пројекта.
Овај пројекат стар 50 година, који је својевремено био ствар међудржавног споразума између Босне и Херцеговине и Црне Горе, неки сматрају да може уништити станишта последњих и најважнија станишта лосос на Дунаву на глобалном нивоу, као и прелепи кањон реке Таре, због чега је овај пројекат наишао на велики отпор у Федерацији Босне и Херцегаовине и и Црној Гори.
Министарка Турковић из владе Босне и херцеговине супроттставила се изградњи ове хидроцентрале наводећи да ће:
- министарство којим она руководи „предузети мере из своје надлежности” и обавестити друге релевантне институције о захтевима Унеско-а, у коме Центра за културну баштину, тражи додатне информације о пројекту Србије и Српске
- БиХ морати да поштује међународне обавезе” и да је писмо Унеско-а „још један показатељ да се овакви пројекти (хидроелектране) не могу реализовати без сагласности централних државних институција”.

Турковићева је и раније више пута јавно исказивала негативно мишљење о заједничким пројектима Србије и Српске и тражила је, заједно с остатком сарајевске политичке елите, да се заустави њихова реализација. Она је пре полагања камена темељца за ХЕ „Бук Бијела” упутила и ноту Србији.
Председавајући Председништва Босне и Херцеговине (БиХ) Милорад Додик поводом напред изречених коментара је изјавио да за изградњу ХЕ Фоча и Паунци неће бити потребна сагласност на нивоу Босне и Херцеговине, јер Дрина на тим местима није граница између Босне и Херцеговине и Србије, већ протиче кроз Републику Српску.